# Tiberius Claudius Cogidubnus
Tiberius Claudius Cogidubnus (nach neueren Überlegungen vielleicht eher Tiberius Claudius Togidubnus) war König und legatus Augusti, also ein Vasallenkönig in der römischen Provinz Britannien in der zweiten Hälfte des 1. Jahrhunderts n. Chr., der über die keltischen Regni (auch Regini oder Regnentes genannt) herrschte. Diese hatten in der vorrömischen Zeit unter der Herrschaft der Atrebaten gestanden. Tiberius Claudius Cogidubnus folgte als König wohl einem gewissen Verica.
Tiberius Claudius Cogidubnus wurde wahrscheinlich als Mitglied der lokalen herrschenden Schicht geboren. Als England im Jahr 43 n. Chr. von den Römern erobert wurde, ist er anscheinend auserwählt worden, sein Volk als König zu beherrschen. Es ist denkbar, dass er als Kind zur Erziehung nach Rom gesandt wurde und im Erwachsenenalter wieder in die Provinz zurückgeschickt wurde, um dort die Herrschaft anzutreten, wie das auch bei dem Cheruskerfürsten Arminius der Fall gewesen war. Dafür können aber keine Belege erbracht werden.

## Quellen

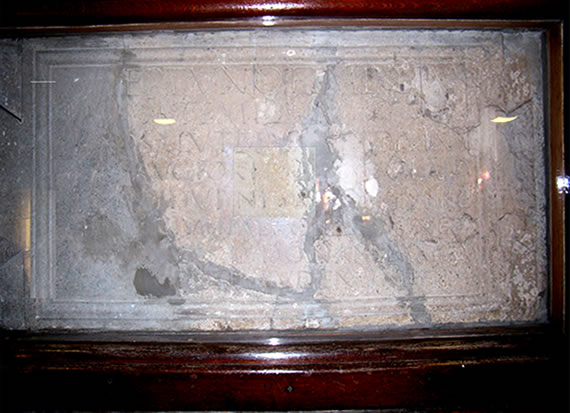
Weiheinschrift des Tiberius Claudius Cogidubnus

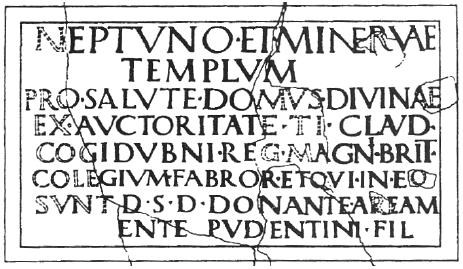
Weiheinschrift des Tiberius Claudius Cogidubnus